# Malaca conquistada (epos)

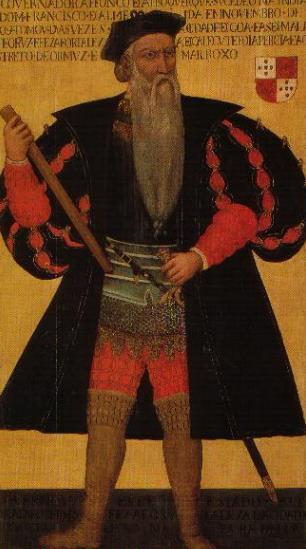
Afonso de Albuquerque, zdobywca Malakki i twórca portugalskiej potęgi w Azji.

Malaca conquistada (pol. Malakka zdobyta) - epos portugalskiego poety barokowego Francisca de Sá de Meneses. Poemat został wydany w 1634 roku. Utwór ten ma kompozycję typową dla wielkiej epiki XVI i XVII wieku. Składa się z dwunastu ksiąg i liczy 1333 strof oktawowych, czyli w sumie 10 664 wersy. Opowiada o zdobyciu miasta Malakka, leżącego nad strategiczną cieśniną o tej samej nazwie, przez Portugalczyków, dowodzonych przez Afonsa de Albuquerque. Omawiane zdarzenia miały miejsce w 1511 roku. Epos przyniósł poecie sławę. Jego figura jest jedną z ośmiu otaczających postument pomnika Luísa de Camõesa w Lizbonie.. Omawiany poemat wymienia się w jednym rzędzie z dziełami Gabriela Pereiry de Castro (Ulisseja, czyli założenie Lizbony), Vasca Mouzinha de Quevedo (Afonso Africano), Jerónima Corte-Reala (Katastrofa Sepulvedy) i samego Camõesa (Luzjady).